# Cerkev sv. Jakoba, Bilčovs
Rimskokatoliška župnijska cerkev Bilčovs (nemško Ludmannsdorf) se nahaja v istoimenski občini na zahodnih Gurah v političnem okraju Celovec-dežela na avstrijskem Južnem Koroškem. 
Župnija je pod zavetništvom svetega Jakoba starejšega ter spada pod dvojezično dekanijo Borovlje Krške škofije. Nahaja se na evropski poti svetega Jakoba v Santiago de Compostela. Do leta 1938 je bila uradno slovenska fara in je danes uradno dvojezična.   Župnijska cerkev je pod spomeniškim varstvom.

## Zgodovina
Cerkev je bila v listinah omenjena leta 1370. Leta 1524 je bil podeljen 100-dnevni odpustek. Sprva je bila podružnica župnijske cerkve v Kotmari vasi, župnija pa je bila ustanovljena leta 1784.

## Arhitektura
Cerkev je v osnovi romanska dvoranska stavba z mogočnim štirikotnim kornim stolpom. Gotski prizidek k cerkvi je iz leta 1518. Na jugozahodnem oporniku ladje poimenovan z imenom Mojster Lamprecht z napisom v nemščini (Allhier Meister Lamprecht Stainmetz … das Paw gemacht mit sein gesellen …), prevod: Vse  to stavbo je štamski mojster Lamprecht s svojimi vajenci zgradil). 
Cerkev je bila obnovljena leta 1965.
- župnijska cerkev Bilčovs
- župnijska cerkev Bilčovs
- župnijska cerkev Bilčovs, zahodni portal

Zunanjost cerkve zaznamujeta romanski stolp z gotsko ladjo in gotski kor s petčlanskim zaključkom in oporniki. Južni prizidek zakristije ima dve nadstropji. Masivni romanski vzhodni stolp z okroglo zaključenimi dvokrilnimi okni s podpornimi stebri v četrtem nadstropju ima koničasto šlemno streho. Pred zahodnim pročeljem s poznogotskimi okroglimi okni je preddverje. Na profiliranem poznogotskem vhodnem portalu so vidne kamnoseške oznake in školjka. Poznogotska žrtvena niša z oglatim lokom desno od portala je označena z letnico 1520. 
Na južni strani cerkve je stenska slika svetega Krištofa iz leta 1523, ki je bila restavrirana leta 1974.

## Notranjost
Notranjost cerkve ima tri traveje pod mrežastim sklepnikom na okroglih servisih in oklepnih ključavnicah iz začetka 16. stoletja. V opečnatem orgelskem podstrešju z nepravilno odprtino košastega loka je stopnišče, obrnjeno proti severu. Triumfalni obok je koničast in ima fragment gotskega napisa iz leta 1526. V stolpu je rebrasti sklepnik in koničast obokan portal v zakristijo, v drugem nadstropju je na jugu poznogotski vhod v streho zakristije, v ladji in na koru pa ploskoviti obokani prehodi v streho. Gotski kor iz leta 1518 ima rebrasti sklepnik na konzolah in gotsko zakramentalno nišo.
- Portal
- Bilčovs, transcept pod stolpom
- Bilčovs, zakramentalna niša
- Bilčovs, freska sv. Krištofa

## Notranja oprema
Baročni glavni oltar je štiristebrni edikulski oltar. V svetišču je izrezljana figura svetega Jakoba Starejšega.
Na jugu je v stopničastem oporniku ladje vidna kamnita glava z nemškim napisom Jörg Mozuptenleu get ein Mas Wein. (prevod:  Jörg Mozuptenleu dobi mero vina .)
Druga oprema vključuje poznogotski kip Kristusa na bičnem stebru in osmerokotno kamnito krstilnico.
- Bilčovs, glavni oltar sv. Jakoba starejšega
- Bilčovs, poznogotski Kristus pri stebru bičanja
- Bilčovs, krstilnica

## Slovenski kulturni spomeniki
Levo od portala je slovenska spominska plošča padlim v drugi svetovni vojni. 
Kulturnozgodovinsko pomemben je slovenski križev pot, eden izmed 76ih na Južnem Koroškem (24 v bohoričici, 52 v gajici iz druge polovce 19. stoletja, ki so hkrati politični manifest vidljivosti slovenščine v javnem prostoru.
Partizanski spomenik spominja na domače, koroško-slovenske žrtve nacifašizma, ki so – tako avstrijski državno-pravni konsens – prispevali leta 1955 k novo-ustanovitvi Avstrije v mejah iz leta 1938.
Spomeniki rajnim duhovnikom pod pokopališkim križem so prav tako v slovenščini. Med njimi najdemo nagrobni kamen za imenitnega etnologa, direktorja slovenske gimnazije in učitelja dr. Pavleta Zablatnika.

## sklici
1. ↑   Bojan-Ilija Schnabl: Pfarrkarte der Diözese Gurk/Krška škofija 1924. V: Enciklopedija slovenske kulturne zgodovine na Koroškem, Dunaj, Weimar, Köln, (Böhlau) 2016, 2. zv., str. 1027-1034.
2. ↑  Seznam_dekanij_Krške_škofije
3. ↑   Bojan-Ilija Schnabl: Kreuzweg. V: Enciklopedija slovenske kulturne zgodovine na Koroškem, Dunaj, Weimar, Köln, (Böhlau) 2016, 2. zv., str. 709-714.